# Huffman Prairie
La Huffman Prairie, également connu sous le nom de Huffman Prairie Flying Field ou Huffman Field, fait partie du Dayton Aviation Heritage National Historical Park en Ohio.
Cette parcelle de 34 hectares de pâturages, près de Fairborn, au nord-est de Dayton, est l'endroit où les frères Orville et Wilbur Wright ont entrepris la tâche difficile et parfois dangereuse de créer un avion fiable et entièrement contrôlable, tout en étant les pilotes de celui-ci. De nombreux premiers records d'avions ont été établis par les Wrights à Huffman Prairie.